# 乌兰县
乌兰县是中华人民共和国青海省海西蒙古族藏族自治州东部的一个县。位于柴达木盆地东北边缘。面积10784平方公里，常住总人口3.15万。县人民政府驻希里沟镇。

## 历史
乌兰县地域原属青海蒙古和硕特部游牧地，民国时期属都兰县，中共建政後将其从都兰县析出。
1949年11月，成立都兰县人民政府，同时设区公所，今乌兰县为二区管辖。1950年6月，今乌兰县改为都兰县一区。
1959年1月，设立乌兰县。1962年6月，德令哈县并入乌兰县。1988年4月，将乌兰县西部1区5乡析出设立德令哈市。乌兰县隶属海西蒙古族藏族自治州，延续至今。

## 行政区划
乌兰县下辖4个镇：
希里沟镇、茶卡镇、柯柯镇、铜普镇和海西州莫河畜牧场。

## 人口
根據2020年11月1日零时，全國第七次人口普查結果顯示：乌兰县常住人口为31507人，与2010年第六次全国人口普查的38272人相比，减少6765人，下降17.68%，年平均增长率为-1.93%。
烏蘭縣是一個以漢族居多，蒙古族為主體少數民族，漢、蒙古、藏、回、撒拉等多民族聚居地區。

## 交通
- 315国道过境。

## 特产
茶卡盐：出自茶卡盐湖，中国地理标志产品。